# Selačka (miasto Zaječar)
Selačka (cyr. Селачка) – wieś w Serbii, w okręgu zajeczarskim, w mieście Zaječar. W 2011 roku liczyła 208 mieszkańców.